# برآ گرانت
برآ گرانت (انگلیسی: Brea Grant؛ زادهٔ ۱۶ اکتبر ۱۹۸۱) یک هنرپیشه اهل ایالات متحده آمریکا است.